# Česká asociace šachová
Česká asociace šachová byla první organizace českých šachistů založená 2. února roku 1888 z popudu Českého spolku šachovního. Prvním předsedou byl zvolen sochař Bohuslav Schnirch. Péčí asociace byla vydána publikace historika a etnografa Čeňka Zíbrta Dějiny hry šachové v Čechách od dob nejstarších až po náš věk (1888) a v roce 1891 asociace uspořádala 3. sjezd českých šachistů. Po tomto sjezdu asociace ukončila svou činnost a 4. sjezd českých šachistů roku 1895 pořádal opět Český spolek šachovní.